# Bom Jesus (kommun i Brasilien, Paraíba)
Bom Jesus är en kommun i Brasilien.   Den ligger i delstaten Paraíba, i den östra delen av landet, 1 400 km nordost om huvudstaden Brasília. Antalet invånare är 2 399. Arean är 47 kvadratkilometer.
Terrängen i Bom Jesus är platt.
Omgivningarna runt Bom Jesus är huvudsakligen savann. Runt Bom Jesus är det ganska tätbefolkat, med 120 invånare per kvadratkilometer.